# Ghiacciaio Wilkinson
Il ghiacciaio Wilkinson (in inglese Wilkinson Glacier) è un ghiacciaio situato sulla costa di Loubet, nella parte occidentale della Terra di Graham, in Antartide. Il ghiacciaio, il cui punto più alto si trova 278 m s.l.m., si trova in particolare a sud delle cime Protector, sulla penisola Pernik e fluisce verso ovest fino ad entrare nel fiordo di Lallemand, appena a sud di punta Holdfast. Prima che il ghiacciaio arrivi a destinazione, al suo flusso si uniscono quelli di diversi altri ghiacciai tra cui il Blagun, il Dolie, il Koriten e il Peyna.

## Storia
Il ghiacciaio Wilkinson è stato mappato dal British Antarctic Survey, che all'epoca si chiamava ancora Falkland Islands and Dependencies Survey, grazie a fotografie aeree scattate durante una spedizione della stessa agenzia nel 1956-59 ed è stato poi così battezzato dal Comitato britannico per i toponimi antartici in onore del capitano John V. Wilkinson, della marina militare britannica, comandante della HMS Protector nel 1955-56 e di nuovo nel 1956-57.